# Пражские глаголические отрывки

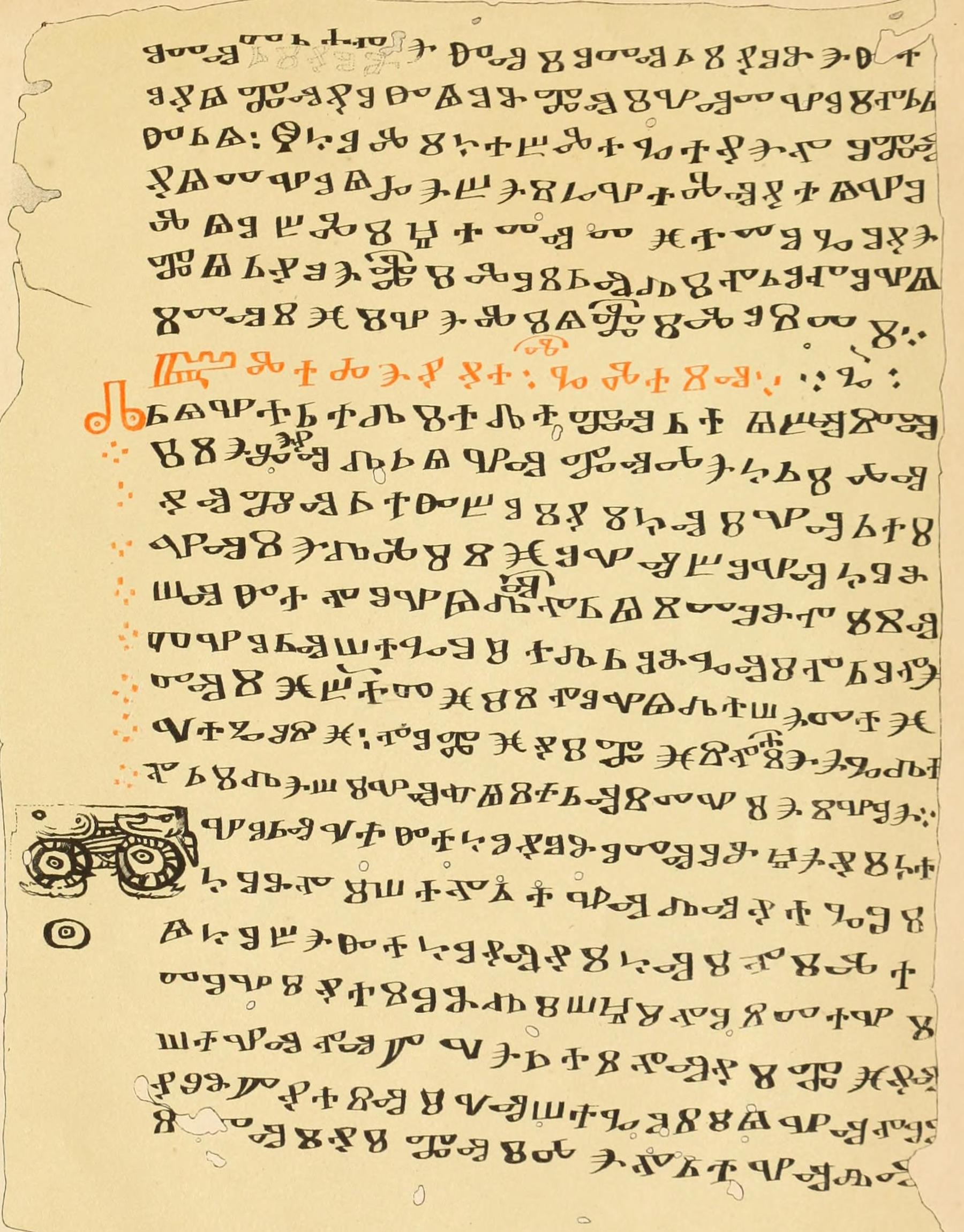

Пражские отрывки — два листа пергамента с текстом на церковнославянском языке, записанном глаголицей. Данный документ, вероятнее всего, был изготовлен в XI веке в Сазавском монастыре. На одном из листов содержатся записанные по византийскому образцу молитвенные песни (гимны), на другом — литургические тексты к Великому Посту.
Вероятно, обрывки являются копиями текстов, проникших в Великую Моравию ещё во времена миссии Мефодия в конце IX — начале X века. Текст содержит ряд богемизмов и является одним из немногих дошедших до нас текстов на старославянском языке западнославянского происхождения.
Отрывки были обнаружены в 1855 году профессором истории Карлова Университета Константином фон Хефлером и сегодня находятся в библиотеке Пражской архиепархии.